# Booty Luv
Booty Luv este o trupă de fete britanică care s-a format în iunie 2006, prin intermediul mărcii Hed Kandi. Trupa constă din două vocaliste R&B, Cherise Roberts și Nadia Shepherd, ambele provenind din trupa hip-hop Big Brovaz. Până în prezent, ele au lansat două albume solo, dintre care unul a fost certificat cu argint de BPI, iar 5 piese de ale lor au ajuns în Top 20 în UK. De asemenea, acestea au atins succesul internațional, au câștigat hit-uri în Irlanda, Australia, Noua Zeelandă, Polonia, Olanda și Germania.

## Discografie

### Albume
| An   | Album        | Clasament | Clasament | Vânzări  | Certificare britanică |
| An   | Album        | UK        | IRL       | Vânzări  | Certificare britanică |
| ---- | ------------ | --------- | --------- | -------- | --------------------- |
| 2007 | Boogie 2nite | 11        | —         | + 60 000 | Argint                |
| 2009 | Booty        | à venir   | à venir   | à venir  | à venir               |

### Single-uri
| An   | Titlu                    | Clasament | Clasament | Clasament | Clasament | Clasament | Clasament | Clasament | Clasament | Album        |
| An   | Titlu                    | UK        | IRL       | HOL       | FIN       | POL       | BEL       | AUS       | GER       | Album        |
| ---- | ------------------------ | --------- | --------- | --------- | --------- | --------- | --------- | --------- | --------- | ------------ |
| 2006 | "Boogie 2nite"           | 2         | 22        | 7         | 8         | 26        | 38        | 89        | 76        | Boogie 2nite |
| 2007 | "Shine"                  | 10        | 28        | 19        | 6         | —         | —         | —         | —         | Boogie 2nite |
| 2007 | "Don't Mess With My Man" | 11        | 26        | 31        | 9         | 54        | —         | —         | —         | Boogie 2nite |
| 2007 | "Some Kinda Rush"        | 19        | 47        | 10        | —         | —         | —         | —         | —         | Boogie 2nite |
| 2008 | "Dance Dance"            | —         | —         | 30        | —         | —         | —         | —         | —         | Boogie 2nite |
| 2009 | "Say It"                 | 16        | —         | —         | —         | —         | —         | —         | —         | Booty        |